# 西本夏生
西本 夏生（にしもと なつき）は、北海道富良野市出身、東京在住のピアニスト。特にスペイン・ラテンアメリカ作品の演奏を得意としている。また、佐久間あすかとともにデュオユニット「piaNA」として活動している。ロシアの作曲家カプースチンの楽曲演奏にも取り組み、作曲家から2作品の献呈を受けた。

## 経歴
北海道旭川東高等学校を卒業後、早稲田大学で心理学、東京芸術大学の大学院で音楽教育とピアノを学ぶ。早稲田大学人間科学部卒業、東京芸術大学大学院音楽研究科修士課程修了。スペイン・バルセロナに渡西。以降、スペインの数々のミュージシャンとの幅広い交流の中で研鑽を積み、カタルーニャ高等音楽院（ESMUC）修士課程、カステジョン高等音楽院修士課程、両課程を優秀な成績にて修了した。ソロ活動のみならず、ピアニスト佐久間（松本）あすかとのピアノデュオpiaNAとしても幅広い活動を行っている。特にニコライ・カプースチンの作品に傾倒しており、カプースチン自身と直接に交流をもつ数少ない日本人ピアニストの一人として国際的に知られている。2012年にはカプースチン本人よりpiaNAに２曲のピアノデュオ曲が献呈された。また、同年カプースチンの４手作品ばかりを集めたCD ”piaNA plays Kapustin”をリリース。第12回グリーグ国際ピアノコンクール４手部門では、piaNAとしてファイナリストディプロマを受賞した。2014年4月4日にはカプースチンより献呈された２曲「Three for two op.145」「Capriccio op.146」の世界初演を果たした。
これまでにスペインを初めとする世界10カ国にて演奏を行う。スペインではカタルーニャ音楽堂、バレンシア音楽堂大ホール、L’Auditori、ホアキン・ロドリーゴホール、アタルフェホール等、スペインの各地主要ホールにて演奏を行ってきた。またソリストとして International Orchestra Virtuosos of Madrid（スペイン）, Mediterráneo Symphony Orchestra（スペイン）, Madri Chamber Orchestra（韓国）, Çukurova State Symphony Orchestra（トルコ）等と協奏曲を共演。その他、2011年にはブラジル・ロンドリーナ音楽祭に公式伴奏者として参加。
2015年10月より再び東京に拠点を移し幅広く活躍。2018年には、ドビュッシー没後100年を記念してリリースされたピアニスト・文筆家の青柳いづみこ企画・監修のアルバム「クロード・ドビュッシーの墓」に参加し、「レコード芸術」誌にて特選盤に選出された。また同年には作曲家・千住明が音楽監督を務めた「蜜蜂と遠雷～リーディング・オーケストラコンサート～」にも参加。
2020年初ソロ・アルバムとなる注目のスペインの作曲家、パスカル・ヒメノの作品「演奏会用リズム・エチュード 第1集・第2集」を制作。本作に収録されている作品の第2集はパスカル・ヒメノより献呈された作品で、JAZZ的要素のある鮮烈なピアニズムが注目されている。本作品は「レコード芸術」誌にて準特選盤に選出された。
これまでに中村明美、宮澤功行、木内泰子、迫昭嘉、ピエール・レアク、レオネル・モラレス各氏にピアノを師事。特にモラレス門下においては、日本人で初めての正式な門下生として迎えられた。また室内楽を有森博、東誠三、上森祥平、ケネディ・モレッティ、ロレンツォ・コッポラ各氏に師事。その他、パウル・バデュラ＝スコダ、ボリス・ベルマン、ラウル・ソーサ、アントニオ・イグレシアス、ジョセップ・コロン、カルスト・デヨング、エディット・フィッシャー、クラウディオ・マルティネス、アンドレアス・フリューリッヒ、ユリ・ディデンコ、ジークフリート・マウザー、ジュリアーノ・マッツォカンテ各氏のマスタークラスに参加。
白梅学園大学・同短期大学にて非常勤講師、洗足学園音楽大学にて準演奏補助要員として勤務。

## 受賞
- 第１回San Giovanni Teattino国際ピアノコンクール（イタリア）第１位
- 第６回Campillos国際ピアノコンクール（スペイン）第２位
- 2015年 Malta国際ピアノコンクール第２位（マルタ）
- 第13回Spanish composers国際ピアノコンクール（スペイン）第３位
- 第15回Jose Roca国際ピアノコンクール（スペイン）第３位/
- 第27回Cidade Ferrol国際ピアノコンクール（スペイン）スペイン音楽賞
- 第７回 Teresa Llacuna国際ピアノコンクール（フランス）審査員特別賞
- 第20回 IBLA GRAND PRIZE（イタリア）最優秀演奏者賞並びにヒナステラ特別賞
- 第16回Brest国際ピアノコンクールショパン部門（フランス）第１等メダル